# Sédimentation
La sédimentation est un processus dans lequel des particules de matière quelconque cessent progressivement de se déplacer et se réunissent en couches. Les facteurs induisant la sédimentation peuvent être variés en nombre et en proportion. Ordinairement la mécanique des fluides joue un rôle prépondérant, ainsi la sédimentation est-elle accrue dans les zones d'hydrodynamisme atténué, de même que les paramètres de viscosité interfèrent avec celles d'agglomération mécanique des particules. La granulométrie des particules en mouvement intervient également fortement dans la forme prise par le phénomène.
- En géologie, la sédimentation se forme à basse température à la surface du globe, soit par déposition des produits d'érosion (par exemple le sable, l'argile), soit par précipitation (par exemple les évaporites), soit par accumulation au fond des océans des débris minéraux des animaux ou plantes mortes (par exemple la craie, la diatomite), soit par d'autres processus froids. Les sédiments se disposent en strates. S'il y a interruption dans la continuité de la sédimentation on parle de discordance. Entre deux strates, lorsque le sédiment n'est pas encore compacté, il y a glissement et donc formation d'un slump : les couches sont perturbées et ne deviennent solides qu'ensuite. La sédimentation peut être naturelle, ou anthropique lorsque les sédiments, de nature minérale ou organique, sont générés par l'occupation humaine[1],[2].
- En physique-chimie, la sédimentation (décantation) est aussi l'un des procédés de séparation des mélanges. Il consiste à laisser se sédimenter les particules en suspension dans le liquide pour pouvoir les séparer. C'est un principe utilisé par certaines stations d'épuration de l'eau (bassin de décantation).
- En biochimie, il s'agit de la séparation  de protéines en solution qui ont la capacité de sédimenter dans un champ centrifuge élevé. On pratique l'ultracentrifugation et dans ce cas les molécules sont mises en mouvement et sédimentées par suite de leur densité qui est supérieure à celle du solvant, on peut donc déterminer différentes macromolécules et déterminer leur masse molaire ainsi que leur constante de sédimentation mesurée en Svedberg (S).

## Sédimentation urbaine
La sédimentation urbaine, appelée aussi sédimentation intra-urbaine, résulte de l'accumulation de matériaux hétérogènes à l'origine, lorsqu'ils sont essentiellement organiques, des terres noires. Elle peut être liée au métabolisme urbain (processus autogène qui découle des accumulations et déchets minéraux ou organiques produits par les occupants) et selon les processus, peut être positive ou négative selon qu'elle relève d’un processus d’accumulation (exhaussement des sols ou d’érosion. Elle peut également être liée à son environnement (processus allogène généré par des formations meubles des bassins versants, accumulées par colluvionnement ou par alluvionnement ; par l'inondation de cours d'eau ou de zones littorales).
L'essor des études sur cette sédimentation est lié au développement de l'archéologie urbaine (en) dans les années 1970 (qui s'appuie notamment sur la stratigraphie archéologique (en) étudiant la stratification urbaine, principale source des archéologues pour appréhender l’occupation de la ville de manière diachronique) et de la géoarchéologie dans les années 1990 (dont un champ d'application est la production de sol). En effet, « le sol urbain, tantôt qualifié de “dépôt archéologique” ou de “dépôt anthropique” par les archéologues, de “remblai historique” par les géotechniciens ou bien de “poubellien” par les pédologues (Barles, Guillerme 2003), se différencie des autres sols par une importante épaisseur, généralement plurimétrique, et une stratification dense et variée ». L'exhaussement progressif du sol, pendant des siècles, conserve la trace, le témoignage des nombreuses occupations successives, gallo-romaines, médiévales, modernes (vestiges de construction tels que les bâtiments, les sols ou les voiries, vestiges d'occupation constitués de dépôts primaires et secondaires). Cet exhaussement rappelle qu'avant la mécanisation des moyens de terrassement, la sédimentation est globalement positive dans les villes et, dans un degré moindre, sur des sites moins densément peuplés (sites ruraux), ou occupés durant de moins longues périodes. Les matériaux non récupérés sont en effet nivelés sur place (l'évacuation du tout-venant des démolitions étant inutilement coûteuse) et, associés aux limons, aux terres noires et aux déchets organiques (notamment les excréments animaux et humains qui se déposent sous forme de boues  sur les chaussées et que seules les pluies sont à même, ponctuellement, d'évacuer, avant le développement de l'hygiénisme et du système de collecte des déchets organiques au XIXe siècle), ils sont réutilisés comme remblais.
Le rythme de la production de sol n'est pas uniforme dans le temps, selon les lieux et selon que l'architecture fait appel à la pierre ou à l'association bois-terre. L'ordre de grandeur moyenne est de huit à douze mètres en deux mille ans (quatre à six millimètres par an).